# Anturina
Anturina es un género de foraminífero bentónico de la Subfamilia Oolininae, de la Familia Ellipsolagenidae, de la Superfamilia Polymorphinoidea, del Suborden Lagenina y del Orden Lagenida. Su especie-tipo es Anturina haynesi. Su rango cronoestratigráfico abarca el Holoceno.

## Discusión
Clasificaciones previas incluían Anturina en la Superfamilia Nodosarioidea.

## Clasificación
Anturina incluye a la siguiente especie:
- Anturina haynesi